# UNITER 1992-1993
Ediția a II-a a Premiilor UNITER a avut loc în 1993 la Teatrul Național din București.

## Nominalizări și câștigători

### Cea mai bună piesă românească a anului 1992
- Evangheliștii de Alina Mungiu – reprezentată în Ungaria (spectacol lectură) și la Ateneul Popular, Iași (regia Benoit Vitse)[1]